# سارة مارتن
سارة مارتن (بالإنجليزية: Sarah Martin)‏ هي عازفة كمان بريطانية، ولدت في 12 فبراير 1974 في بلاكبرن في المملكة المتحدة.

## وصلات خارجية
- سارة مارتن على موقع ميوزك برينز (الإنجليزية)
- سارة مارتن على موقع أول ميوزيك (الإنجليزية)
- سارة مارتن على موقع ديسكوغز (الإنجليزية)